# Platax orbicularis
Platax orbicularis, comúnmente conocido como pez murciélago orbicular, es un pez de acuario popular que se encuentra naturalmente en las aguas tropicales de los océanos Índico y Pacífico. Estos peces son buscados por su elevado precio por las comunidades cercanas del Pacífico, ya que son conocidos por su carne de alta calidad.

## Descripción
El cuerpo de Platax orbicularis tiene casi forma de disco y es muy delgado. Su cola, alrededor del 20% de la longitud del cuerpo, tiene forma de abanico y es más alta que larga. Los machos pueden crecer hasta 50 cm de largo, aunque los especímenes de acuario son generalmente mucho más cortos.

## Distribución
En la naturaleza, el pez murciélago orbicular se encuentra en aguas salobres o marinas, generalmente alrededor de los arrecifes, a profundidades de 5 a 30 metros. Su rango se extiende desde el mar Rojo y África Oriental en el este hasta las islas Tuamotu en la Polinesia Francesa en el oeste, y desde el sur de Japón en el norte hasta el norte de Australia y Nueva Caledonia. Se ha registrado frente a la costa de Florida, aunque esto puede ser el resultado del vertido de especímenes de acuario.
Los peces juveniles son solitarios o viven en pequeños grupos, entre manglares u otras lagunas interiores protegidas. Los adultos se encuentran en aguas más abiertas y a mayor profundidad.